# Paulina Hennig-Kloska

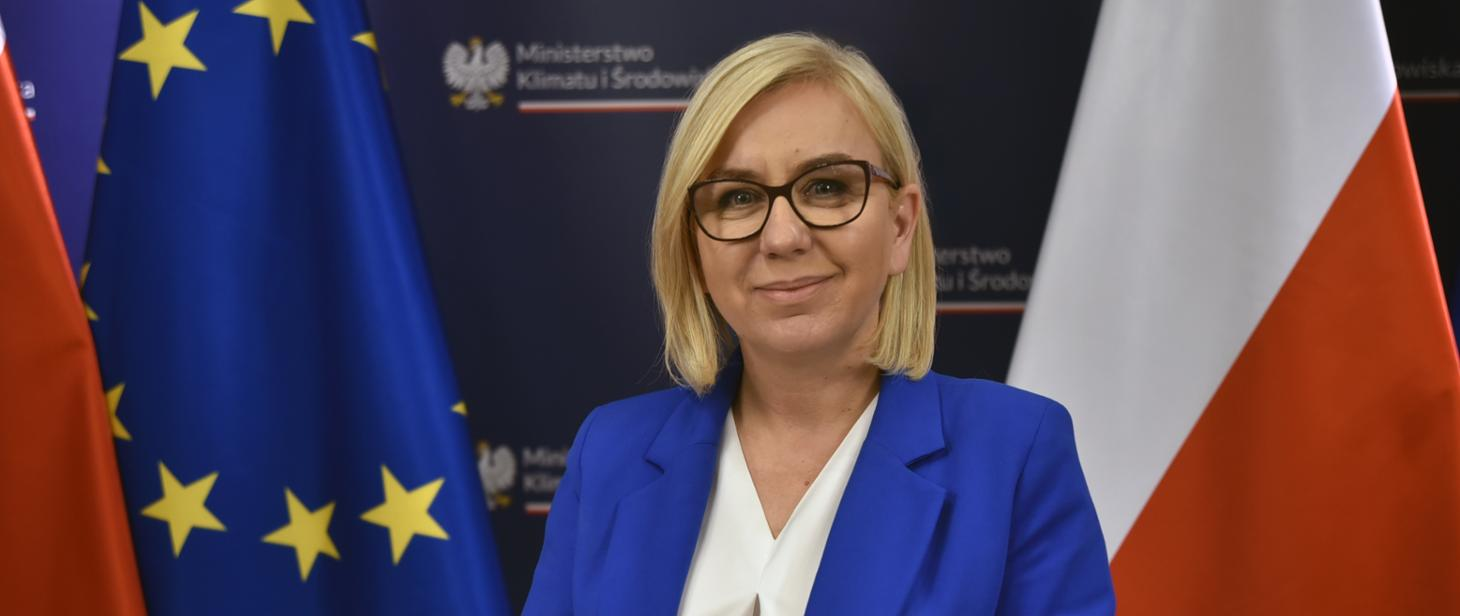
Paulina Hennig-Kloska (2023)

Paulina Hennig-Kloska (geboren 5. Oktober 1977 in Gniezno) ist eine polnische Politikerin, Politologin und Wirtschaftsexpertin. Seit dem 13. Dezember 2023 ist sie Ministerin für Klima und Umwelt im Kabinett Tusk III.

## Ausbildung und beruflicher Werdegang
Paulina Hennig-Kloska wurde am 5. Oktober 1977 in Gniezno geboren.
In Politikwissenschaft erwarb Hennig-Kloska 1999 einen Bachelor-Abschluss an der Paweł-Włodkowic-Hochschule in Płock und 2001 einen Master-Abschluss an der Adam-Mickiewicz-Universität in Poznań. An der Wirtschaftsuniversität Poznań schloss sie 2005  ein postgraduales Studium in Finanzanalyse und Controlling ab.
Nach dem Studium arbeitete Hennig-Kloska im Radiojournalismus und im Bankensektor. Parallel dazu leitete sie gemeinsam mit ihrem Mann ein Unternehmen für Büroausstattung.

## Politisches Engagement
Im Frühjahr 2015 nahm Hennig-Kloska am Gründungskongress der Partei Nowoczesna in Warschau teil und engagierte sich in der Folge beim Aufbau einer Parteistruktur und bei der Wahlvorbereitung. Unerwartet gewann sie dann im Oktober als Nowoczesna-Kandidatin im Wahlkreis Konin mit nur wenigen hundert Stimmen Vorsprung gegenüber dem Kandidaten der PSL, dem damaligen Sejm-Vizemarschall Eugeniusz Grzeszczak, einen Parlamentssitz.
Ende 2018 trat Hennig-Kloska gemeinsam mit anderen Abgeordneten der Nowoczesna dem Wahlbündnis der Bürgerkoalition bei, trat aber nicht in die Partei Platforma Obywatelska ein. Im Folgejahr gewann sie auf der Liste der Bürgerkoalition erneut ein Mandat für den Sejm. 2021 wechselte Hennig-Kloska in die Partei Polska 2050 von Szymon Hołownia. Sie begründete dies später damit, dass die Partei einen Schwerpunkt im Bereich der Energiewende setzte. Hennig-Kloska wurde Sprecherin der Partei und Mitglied der Parteiführung. Als Koautorin war sie außerdem an der Erstellung des Wirtschaftsprogramms von Polska 2050 beteiligt.
Hennig-Kloska gehörte dem Polnischen Parlament in der 8., 9. und 10. Sitzungsperiode an. Während ihrer Tätigkeit als Abgeordnete initiierte sie eine parlamentarische Arbeitsgruppe zum Schutz des großpolnischen Seengebietes. In der 9. Sitzungsperiode war sie Mitglied der Ausschüsse für Gesundheit, für Öffentliche Finanzen und Energie sowie für Klima und Staatsvermögen.
Am 13. Dezember 2023 legte Paulina Hennig-Kloska den Amtseid als Ministerin für Klima und Umwelt ab.

## Politische Positionen
Hennig-Kloska konzentriert sich vor allem auf Wirtschaftspolitik. Die politische Bühne betrat sie mit dem Schlagwort Steuersenkungen. Gleichzeitig befürwortete sie einen Ausbau der öffentlichen Dienstleistungen, insbesondere in den Bereichen Gesundheit und Bildung. Sie ist gegen die Privatisierung von Bildung, Gesundheitswesen und öffentlichem Verkehrswesen. Hennig-Kloska strebt eine baldige Einführung des Euro in Polen an.
Hennig-Kloska befürwortet die Liberalisierung des Abtreibungsrechts und die Respektierung gleichgeschlechtlicher Ehen, lehnt die Adoption für gleichgeschlechtliche Paare jedoch ab. Sie spricht sich außerdem für eine Begrenzung kirchlicher Privilegien aus.